# 데라다 이쓰로
데라다 이쓰로(일본어: 寺田 逸郎, 1948년 1월 9일~)는 일본의 재판관이다.

## 생애
1948년 교토부 교토시에서 재판관인 데라다 지로의 아들로 태어났다. 오사카 교육대학 부속 덴노지 중학교와 도쿄도립 히비야 고등학교를 거쳐 도쿄 대학 법학부를 졸업했다. 1972년 26기 사법수습생이 되었고 1974년 판사보가 되어 도쿄지방재판소에서 근무했다. 1976년 컬럼비아 대학교 로스쿨에 유학을 갔다.
1977년 도쿄지방재판소 판사보가 되었다가 삿포로지방·가정재판소 판사보가 되었으며 1980년엔 오사카지방재판소 판사보, 1981년엔 도쿄지방재판소 판사보를 거쳐 같은 해 법무성 민사국에서 일했다. 이후 판검 교류에 따라 검사로서 법무성에서 26년간 근무하게 됐다.
1985년 네덜란드 주재 일본 대사관 1등서기관으로 3년을 근무한 뒤 1988년 법무성 민사국 참사관, 1992년 민사국 제4과장, 1993년 민사국 제3과장, 1996년 민사국 제1과장을 거쳐 1998년 법무대신관방 비서과장, 2001년 사법법제부장, 2005년 민사국장을 역임한 뒤 2007년 재판관으로 돌아와 도쿄지방재판소 판사가 되었다.
2008년 사이타마지방재판소장, 2010년 히로시마고등재판소 장관이 되었다가 같은 해 최고재판소 재판관으로 임명됐다. 혼외자 상속 차별 사건이 상고되었지만 법무성 민사국장으로 일한 경력을 이유로 회피했다. 2012년 최고재판소 재판관 국민심사에서 파면 찬성이 4,588,376표로 7.95%에 그쳐 파면을 면했다.
2014년에 최고재판소 장관으로 취임했다. 데라다 지로도 최고재판소 장관을 역임했기에 부자가 나란히 장관을 지낸 셈이 되었는데 이는 일본 헌정사상 유일한 사례다. 2015년 최고재판소에 정보공개·개인정보보호심사위원회를 설치했다. 재혼 금지 기간 재판에 대해 최고재판소 대법정 재판장으로서 여성의 재혼을 6개월간 금지한 「민법」 규정이 위헌이라 판시했다.
1948년부터 1972년까지 최고재판소 사무총국이 재판의 당사자가 나병 환자란 이유로 재판소가 아닌 장소에서 특별법정을 열었던 것에 대해 1960년 이래 27건의 위법성이 있었음을 인정하고 절차에 차별을 조장한 자세가 엿보였다며 2016년 5월 2일 최고재판소 장관으로서 사죄했다. 같은 해 6월 23일 고등재판소 장관·지방재판소장 회합에서 구도카이와 연결되어 있는 재판원이 피고인의 지인에게 말을 걸었던 사건에 대해 "국민이 과도한 부담을 느끼지 않고 안심하여 참여할 수 있도록 검토하여 만전을 기하겠다"라며 대책을 세울 것을 약속했다.
2017년 4월 12일에는 일본방송협회 수신료 문제에 대해 대법정 재판장으로서 「국가의 이익에 관계된 재판에 대한 법무대신의 권한 등에 관한 법률」 규정에 따라 법무상이 재판소에 의견을 진술하는 것을 허가했다. 같은 해 9월에는 재판관 등이 판결 등에서 옛 성을 통칭으로서 사용하는 것을 인정했다.
2018년 1월 8일 정년 퇴직했다. 퇴직하면서 "개별적인 재판에 관한 질문엔 답할 수 없다"라며 관례였던 기자회견을 실시하지 않는 이례적인 대응을 보였다. 같은 해 와세다 대학 특명교수가 되었다.
2019년 5월 21일 동화대수장을 수훈했으며 2020년 6월 18일부터 궁내청 참여가 되었다.